# 松川町停留場
松川町停留場（日语：／ Matsukawa-cho teiryūjō */?），是位於廣島縣廣島市南區松川町，廣島電鐵皆實線的電車站。車站編號為H01。

## 背景
本站是因應廣島電鐵於廣島站的總站高架化及進行環狀線工程而新設的車站。所在的線段亦是因應改動而新建的路段，是相距43年來廣島電鐵市內線再有新的車站啟用。

## 車站構造
採用千島式月台設計，其中下行月台設於松川町二丁目及三丁目中間、原屬上、下行外側車道，後來經改裝成為了新的車站；上行月台則設於站前通，松川町1丁目與稻荷町5丁目間的中央部份。

### 月台
長度約39米（其中停車月台部份為32米），可停靠現時的所有車種。高度離地面約30厘米。由於屬新式車站，全月台均附設上蓋，向車路的一方均全加上玻璃幕牆，這亦可以加強採光。出入口也採用了無障礙科道和過路設施。中央部份加設了2塊顯示班次的LCD顯示屏。另外，也增設了以英文字母稱呼的月台編號。
雖然官方表列本站與稻荷町的距離為約200米，但由於本站上行月台是位於站前通上，與新的稻荷町上行月台相距只有約120米，停車時已經可以看到下站月台。
| 月台 | 路線  | 上下行 | 方向                   |
| ---- | ----- | ------ | ---------------------- |
| A    | 5號線 | 上行   | 廣島站方向             |
| B    | 5號線 | 下行   | 宇品二丁目、廣島港方向 |

## 歷史
- 2019年3月27日：公表增設本車站[4]。
- 2025年8月3日：開業[5]。

## 相鄰電車站
廣島電鐵
■皆實線
稻荷町（M2）－松川町（H01）－比治山下（H02）

## 外部連結
- 廣島電鐵松川町電車站